# Liste der Baudenkmale in Celle-Altstadt und Blumlage
Diese Liste der Baudenkmale in Celle-Altstadt und Blumlage beinhaltet ausschließlich die Baudenkmale im Stadtteil Altstadt/Blumlage der niedersächsischen Stadt Celle ohne die Gruppe der Historischen Altstadt von Celle.
Weitere Denkmalobjekte in Celle sind:
- Liste der Baudenkmale in Celle-Historische Altstadt Straßen A - K
- Liste der Baudenkmale in Celle-Historische Altstadt Straßen L - P
- Liste der Baudenkmale in Celle-Historische Altstadt Straßen Q - Z
- Liste der Baudenkmale in Celle-Altstadt und Blumlage
- Liste der Baudenkmale in Celle-Straßen A - K
- Liste der Baudenkmale in Celle-Straßen L - Z
- Liste der Baudenkmale in Celle-Außenbereiche

## Allgemein
In den Spalten befinden sich folgende Informationen:
- Lage: die Adresse des Baudenkmales und die geographischen Koordinaten. Kartenansicht, um Koordinaten zu setzen. In der Kartenansicht sind Baudenkmale ohne Koordinaten mit einem roten Marker dargestellt und können in der Karte gesetzt werden. Baudenkmale ohne Bild sind mit einem blauen Marker gekennzeichnet, Baudenkmale mit Bild mit einem grünen Marker.
- Bezeichnung: Bezeichnung des Baudenkmales
- Beschreibung: die Beschreibung des Baudenkmales. Unter § 3 Abs. 2 NDSchG werden Einzeldenkmale und unter § 3 Abs. 3 NDSchG Gruppen baulicher Anlagen und deren Bestandteile ausgewiesen.
- ID: die Objekt-ID des Baudenkmales
- Bild: ein Bild des Baudenkmales, ggf. zusätzlich mit einem Link zu weiteren Fotos des Baudenkmals im Medienarchiv Wikimedia Commons. Wenn man auf das Kamerasymbol klickt, können Fotos zu Baudenkmalen aus dieser Liste hochgeladen werden:

## Stadtteil Altstadt / Blumlage ohne Historische Altstadt
| Lage                                                    | Bezeichnung                                   | Beschreibung | ID       | Bild           |
| ------------------------------------------------------- | --------------------------------------------- | --- | -------- | -------------- |
| Am Französischen Garten 52° 37′ 8″ N, 10° 5′ 19″ O      | 1814 / 1918 Kriegerdenkmal                    | Symbolfigur eines knieenden Soldaten auf viereckigem abgestuften Sandsteinsockel. Errichtet für die Gefallenenen des Ersten Weltkrieges um 1920. Später erweitert um Tafeln für die Gefallenen des Zweiten Weltkrieges. | 34376235 | Weitere Bilder |
| Am Französischen Garten 1 52° 37′ 11″ N, 10° 5′ 17″ O   | Mannschaftsunterkunft, heute das Neue Rathaus | Stattlicher fünfgeschossiger Backsteinbau in neugotischen Formen. 181 m lange ehemalige Hauptfront nach Süden zum Exerzierplatz, nördliche Rückseite (heute Hauptfront) mit vorstehenden Seitenrisaliten der ehemaligen Offizierswohnungen, hier massiger sechsgeschossiger Mittelrisalit, der südwärts von einer Doppelturmfront gerahmt ist. Erbaut 1869 – 72 als Mannschaftsunterkunft der Großen Infanteriekaserne von Celle. | 34358182 | Weitere Bilder |
| Arno-Schmidt-Platz 1 52° 37′ 18″ N, 10° 4′ 45″ O        | Schulgebäude                                  | Dreigeschossiger freistehender Massivbau mit Putzquaderung unter ziegelgedecktem Walmdach. Symmetrische, siebenachsiger Hauptfassade mit gekuppelten Rundbogenfenstern mit Mittelsäulchen und darüber liegendem Okulus unter übergeordneten Rundbogenöffnungen. Mittiges Rundbogenportal. Plastizität der Putzquaderung sowie der Brüstungsgesimse geschossweise nach oben hin abnehmend. Erbaut 1840 – 43 als städtisches Gymnasium, heute als Stadtbibliothek genutzt. | 34381455 |                |
| Arno-Schmidt-Platz 1 52° 37′ 18″ N, 10° 4′ 44″ O        | Wohnhaus                                      | Zweigeschossiger Fachwerkbau auf Backsteinsockel unter Satteldach mit einseitigem Krüppelwalm über dem Südgiebel. Nordgiebel an den Bau des ehemaligen städtischen Gymnasiums angebaut. Fünfachsige symmetrische Westfassade, horizontal verbrettert mit Quaderimitat, Segmentbogenfenster, hölzernes Geschoss- und Traufgesims. Erbaut in der zweiten Hälfte des 19. Jh., heute als Anbau Teil der Stadtbibliothek. | 34379980 |                |
| Blumlage 17 52° 37′ 18″ N, 10° 5′ 25″ O                 | Wohnhaus                                      | Traufständiger zweigeschossiger Fachwerkbau mit Backsteinausfachung; unter ziegelgedecktem Satteldach mit mittigem Zwerchhaus straßenseitig. Fachwerk in der Straßenfassade mit Doppelständern, OG auskragend über leicht profilierten Füllhölzern; niedriger Sandsteinsockel. Errichtet um 1780. Rückwärtig ein Seitenflügel. | 34377983 |                |
| Blumlage 18/19 52° 37′ 17″ N, 10° 5′ 25″ O              | Doppelwohnhaus                                | Giebelständiger, eingeschossiger kleiner Fachwerkbau, unter ziegelgedecktem Satteldach. DG deutlich vorkragend. Innere Längsteilung in zwei Haushälften (im Urkataster von 1875 schon bestehend) mit zwei separaten Längserschließungen. Errichtet um 1700. | 34381876 |                |
| Blumlage 20 52° 37′ 17″ N, 10° 5′ 26″ O                 | Wohnhaus                                      | Traufständiges, breit gelagertes zweigeschossiges Fachwerkhaus mit Backsteinausfachung, unter ziegelgedecktem Satteldach, straßenseitig rechts Zwerchhaus mit Ladeluke und Windenausleger im Dach. OG deutlich vorkragend über profilierten Balkenköpfen. Errichtet um 1680. Die auffallende Breite rührt wohl von der Zusammenlegung zweier Einzelgebäude, die Baunaht ist in der Straßenfassade erkennbar. Im Innern historische Grundrissstrukturen und mehrläufige Barocktreppe mit Brettbalustergeländer erhalten; im Dachraum alte Aufzugswinde für den Lastenaufzug. | 34378008 |                |
| Blumlage 42 52° 37′ 11″ N, 10° 5′ 33″ O                 | Schulgebäude                                  | Von der Straße zurückversetzter dreigeschossiger Backsteinbau, unter flachem Ziegeldach mit umlaufendem Walm; straßenseitig ein Mittelrisalit mit Zinnenbekrönung. Erbaut 1887 (i). | 34378033 |                |
| Blumlage 65a 52° 36′ 59″ N, 10° 5′ 43″ O                | Siechenhaus                                   | Traufständiger zweigeschossiger verputzter Massivbau, unter ziegelgedecktem Mansarddach mit seitlichem Krüppelwalm. Straßenseitig Mittelrisalit unter eigenem Satteldach. Erbaut 1909/10, finanziert durch das Testament von Gottfried Christian Hermann Schulze. | 34378058 |                |
| Blumlage 74 52° 37′ 6″ N, 10° 5′ 35″ O                  | Wohnhaus                                      | Traufständiger zweigeschossiger Fachwerkbau mit Backsteinausfachung, unter ziegelgedecktem Satteldach. OG leicht vorkragend; symmetrischer Fassadenaufbau und Doppelständerkonstruktion im Obergeschoss. Errichtet um 1700. | 34354308 |                |
| Blumlage 76 52° 37′ 6″ N, 10° 5′ 34″ O                  | Wohnhaus                                      | Traufständiger zweigeschossiger Fachwerkbau mit Backsteinausfachung, unter ziegelgedecktem Satteldach. Mit Zwerchhaus in der straßenseitigen Fassade. Fachwerk mit Fußstreben, OG leicht vorkragend, Giebel des Zwerchhauses zweifach vorkragend. Errichtet 1702 (i). | 34354360 |                |
| Blumlage 77 52° 37′ 7″ N, 10° 5′ 33″ O                  | Wirtschaftsgebäude                            | Eingeschossiger traufständiger Fachwerkbau mit Backsteinausfachung, unter ziegelgedecktem Satteldach. Außermittige Toreinfahrt. Errichtet als Wirtschaftsgebäude um 1800. | 34354387 |                |
| Blumlage 78 52° 37′ 7″ N, 10° 5′ 33″ O                  | Wohnhaus                                      | Eingeschossiger traufständiger Fachwerkbau mit Backsteinausfachung, unter ziegelgedecktem Satteldach. Errichtet um 1850. | 34354412 |                |
| Blumlage 79 52° 37′ 8″ N, 10° 5′ 32″ O                  | Wohnhaus                                      | Traufständiger zweigeschossiger Fachwerkbau mit Backsteinausfachung, unter ziegelgedecktem Satteldach. OG deutlich über profilierten Balkenköpfen vorkragend, Fachwerk im OG im Südteil mit Fußknaggen. Errichtet um 1630 (i). Straßenfassade der nördlichen Haushälfte erneuert. | 34354437 |                |
| Blumlage 80 52° 37′ 8″ N, 10° 5′ 32″ O                  | Wohnhaus                                      | Traufständiger zweigeschossiger Fachwerkbau mit Backsteinausfachung, unter ziegelgedecktem Satteldach. OG leicht vorkragend, unregelmäßiges Fachwerk. Errichtet wohl um 1800. | 34354464 |                |
| Blumlage 81 52° 37′ 8″ N, 10° 5′ 31″ O                  | Wohnhaus                                      | Traufständiger dreigeschossiger Fachwerkbau mit Backsteinausfachung, unter ziegelgedecktem Satteldach. OGs vorkragend. Errichtet 1654 (i), zweites OG möglicherweise jünger. | 34354489 |                |
| Blumlage 82 52° 37′ 8″ N, 10° 5′ 31″ O                  | Wohnhaus                                      | Traufständiger zweigeschossiger Fachwerkbau mit Backsteinausfachung, unter ziegelgedecktem Satteldach. Unregelmäßiges Fachwerk, teilweise in Doppelständerkonstruktion. Errichtet wohl um 1800. | 34354516 |                |
| Blumlage 83 52° 37′ 9″ N, 10° 5′ 30″ O                  | Wohnhaus                                      | Traufständiger zweigeschossiger Fachwerkbau mit Backsteinausfachung, unter ziegelgedecktem Satteldach. Unregelmäßige Fachwerkkonstruktion, größtenteils in Doppelständerbauweise, OG leicht vorkragend. Errichtet wohl um 1800. | 34354541 |                |
| Blumlage 98 52° 37′ 13″ N, 10° 5′ 26″ O                 | Wohnhaus                                      | Traufständiger zweigeschossiger Fachwerkbau mit Backsteinausfachung, unter ziegelgedecktem Satteldach, mit dreiachsigem Zwerchhaus straßenseitig. Errichtet um 1750. | 34354568 |                |
| Blumlage 99 52° 37′ 14″ N, 10° 5′ 26″ O                 | Wohnhaus                                      | Traufständiger zweigeschossiger Fachwerkbau mit Backsteinausfachung, unter ziegelgedecktem Satteldach. Unregelmäßiges Fachwerk, OG vorkragend. Errichtet 1700 (i). | 34354593 |                |
| Blumlage 100 52° 37′ 14″ N, 10° 5′ 26″ O                | Wohnhaus                                      | Traufständiger zweigeschossiger Fachwerkbau mit Backsteinausfachung, unter ziegelgedecktem Satteldach. Mit zweiachsigem Zwerchhaus straßenseitig. OG einfach und Zwerchhausgiebel zweifach über Balkenköpfen vorkragend, dazwischen Füllungshölzer. Errichtet um 1700. Erdgeschossfassade nach 2005 zurückgebaut. | 34354618 |                |
| Blumlage 101 52° 37′ 14″ N, 10° 5′ 25″ O                | Wohnhaus                                      | Traufständiger zweigeschossiger Fachwerkbau mit Backsteinausfachung, unter ziegelgedecktem Satteldach. Fachwerk in Doppelständerkonstruktion, Obergeschoss vorkragend. Errichtet um 1700. Jüngeres Zwerchhaus straßenseitig. EG im 20. Jh. teilweise rekonstruiert. | 34354643 |                |
| Blumlage 102 52° 37′ 15″ N, 10° 5′ 25″ O                | Wohnhaus                                      | Breiter traufständiger zweigeschossiger Fachwerkbau mit Backsteinausfachung, unter ziegelgedecktem Satteldach. Mit breitem Zwerchhaus straßenseitig. Fachwerk in Doppelständerkonstruktion, OG und Zwerchhaus vorkragend. Errichtet um 1750. | 34354668 |                |
| Blumlage 104 52° 37′ 15″ N, 10° 5′ 25″ O                | Wohnhaus                                      | Giebelständiger eingeschossiger Fachwerkbau mit Backsteinausfachung, unter ziegelgedecktem Satteldach. Hoher Giebel, zweifach vorkragend, mit Fußknaggen. Errichtet 1580 (i). | 34354695 |                |
| Blumlage 105 52° 37′ 15″ N, 10° 5′ 25″ O                | Wohnhaus                                      | Traufständiger zweigeschossiger Fachwerkbau mit Backsteinausfachung, unter ziegelgedecktem Satteldach. Fachwerk mit vielfältigen Schmuckformen, OG deutlich über Balken vorkragend. Errichtet um 1700. | 34354722 |                |
| Blumlage 106 52° 37′ 15″ N, 10° 5′ 24″ O                | Wohnhaus                                      | Giebelständiger zweigeschossiger Fachwerkbau mit Backsteinausfachung, unter ziegelgedecktem Satteldach. Mit breitem Zwerchhaus straßenseitig. Fachwerk teilweise in Doppelständerkonstruktion, OG über Balken vorkragend, Zwerchhaus ebenso. Errichtet um 1680. | 34354747 |                |
| Blumlage 111 52° 37′ 16″ N, 10° 5′ 24″ O                | Wohnhaus                                      | Giebelständiger eingeschossiger Fachwerkbau mit Backsteinausfachung, unter ziegelgedecktem Satteldach. Mit unregelmäßigem Fachwerk, teilweise in Doppelständerkonstruktion, Giebel vorkragend. Errichtet um 1600. | 34354772 |                |
| Blumlage 112 52° 37′ 17″ N, 10° 5′ 24″ O                | Wohnhaus                                      | Traufständiger zweigeschossiger Fachwerkbau mit Backsteinausfachung, unter ziegelgedecktem Satteldach. Mit mittigem Zwerchhaus straßenseitig. OG und Zwerchhaus leicht vorkragend. Errichtet um 1800. | 34354797 |                |
| Blumlage 113 52° 37′ 17″ N, 10° 5′ 24″ O                | Wohnhaus                                      | Giebelständiges Haus, im EG massiv, im OG mit Ständerwerk, verputzt, im DG Sichtfachwerk. Mit straßenseitiger Schmuckfassade mit kunstvollen Fensterrahmungen. Errichtet um 1910. | 34354822 |                |
| Blumlage 114 52° 37′ 17″ N, 10° 5′ 23″ O                | Wohnhaus                                      | Giebelständiger zweigeschossiger Fachwerkbau mit Backsteinausfachung, unter ziegelgedecktem Satteldach. Gleichmäßiges Fachwerk, Ober- und DG leicht vorkragend. Errichtet 1707 (i). | 34354847 |                |
| Blumlage 119 52° 37′ 18″ N, 10° 5′ 23″ O                | Wohnhaus                                      | Traufständiger zweigeschossiger Fachwerkbau mit Backsteinausfachung, unter ziegelgedecktem Satteldach. Mit Zwerchhaus straßenseitig. Fachwerk auffallend durch Brüstungsstreben geschmückt, OG und Zwerchhaus vorkragend. Errichtet um 1750. | 34354874 |                |
| Blumlage 120 52° 37′ 18″ N, 10° 5′ 22″ O                | Wohnhaus                                      | Traufständiger zweigeschossiger Fachwerkbau mit Backsteinausfachung, unter ziegelgedecktem Satteldach. Einfaches, gleichmäßiges Fachwerk, OG leicht vorgekragt. Errichtet um 1650. | 34354899 |                |
| Blumlage 121 52° 37′ 18″ N, 10° 5′ 22″ O                | Wohnhaus                                      | Traufständiger dreigeschossiger Fachwerkbau mit Backsteinausfachung, unter ziegelgedecktem Satteldach. Gleichmäßiges Fachwerk in Doppelständerkonstruktion, erstes OG vorkragend, zweites OG wahrscheinlich später aufgestockt. Errichtet um 1800. | 34354924 |                |
| Blumlage 122 52° 37′ 19″ N, 10° 5′ 22″ O                | Wohnhaus                                      | Traufständiger zweigeschossiger Fachwerkbau mit Backsteinausfachung, unter ziegelgedecktem Satteldach. Fachwerk in Doppelständerkonstruktion, linksseitig Toreinfahrt. Errichtet um 1820. | 34354949 |                |
| Blumlage 123 52° 37′ 19″ N, 10° 5′ 22″ O                | Wohnhaus                                      | Giebelständiger zweigeschossiger Fachwerkbau mit Backsteinausfachung, unter ziegelgedecktem Satteldach. OG vorkragend über profilierten Balkenköpfen, mit Füllhölzern; zweigeschossiger Giebel zweifach vorkragend über profilierten Balkenköpfen, mit Füllhölzern, hier Fachwerk mit Fußbändern. Errichtet um 1650. Zwei rückwärtige Flügel erhalten. | 34354974 |                |
| Blumlage 124 52° 37′ 19″ N, 10° 5′ 22″ O                | Wohnhaus                                      | Giebelständiger zweigeschossiger Fachwerkbau mit Backsteinausfachung, unter ziegelgedecktem Satteldach. Einfache Fachwerkkonstruktion mit Fußbändern, OG auf profilierten Knaggen vorkragend, mit Füllhölzern. Giebel zweifach vorkragend auf profilierten Balkenköpfen, mit Füllhölzern. Errichtet 1645 (i). | 34354999 |                |
| Blumlage 127 52° 37′ 20″ N, 10° 5′ 21″ O                | Wohn-/Geschäftshaus                           | Giebelständiger zweigeschossiger Fachwerkbau, unter ziegelgedecktem Satteldach. Gleichmäßiges Fachwerk mit Fußbändern, OG über profilierten Balkenköpfen vorkragend, mit Füllhölzern. Giebel zweifach vorkragend über Balkenköpfen; hier zwei Ladeluken. Errichtet 1627 (i). | 34355026 |                |
| Blumlage 128 52° 37′ 20″ N, 10° 5′ 21″ O                | Wohnhaus                                      | Traufständiger zweigeschossiger Fachwerkbau mit Backsteinausfachung, unter ziegeldecktem Satteldach. Gleichmäßiges Fachwerk mit Fußbändern, Obergeschoss vorkragend. Errichtet um 1650; jüngere, in der straßenseitigen Dachfläche liegende Fachwerkgaube. | 34355051 |                |
| Blumlage 129 52° 37′ 20″ N, 10° 5′ 21″ O                | Wohnhaus                                      | Breitgelagerter traufständiger zweigeschossiger Fachwerkbau mit Backsteinausfachung, unter ziegelgedecktem Krüppelwalmdach. Fachwerk größtenteils in Doppelständerkonstruktion; hervorgehoben ist der mittige Bereich mit zweiflügeliger Eingangstür und darüber liegendem dreiachsigen Zwerchhaus mit Dreiecksgiebel. Linksseitig eine Tordurchfahrt. Erbaut 1683 (i) als Wohnhaus, später auch als Tabakfabrik genutzt. | 34355078 | Weitere Bilder |
| Braunschweiger Heerstraße 3 52° 36′ 57″ N, 10° 5′ 43″ O | St.-Georg-Kirche                              | Backsteinbau mit verzahnten Sandsteinkanten, unter ziegelgedeckten Dächern; errichtet 1656 – 58 als Saalbau unter Einbeziehung der Kapelle eines 1392 gestifteten Spitals, dabei im Osten wesentliche Teile der polygonal geschlossenen gotischen Backsteinkapelle mit Resten der ehemaligen Wölbung erhalten. Der Westturm mit pyramidenförmigem hohem Turmhelm 1892 vorgebaut. Im Inneren verputzte Balkendecke, von Korbbogenarkatur über Holzsäulen getragen, U-förmige Empore von 1857 (i), Ausstattung aus derselben Zeit. | 34378167 | Weitere Bilder |
| Französischer Garten 52° 37′ 16″ N, 10° 5′ 1″ O         | Parkanlage Französischer Garten               | Südlich der Stadt und des Schlosses von Celle, jenseits des Stadtgrabens gelegener Park, dessen Anfänge wohl bis in das 15. Jh. zurückreichen. In den Jahren 1695/96 wurde eine doppelreihige Lindenallee gepflanzt und gab dem einst geometrisch angelegten Lust- und Nutzgarten der Celler Herzöge eine bis heute bestehende dominante Mittelachse in Ost-West-Richtung. | 34355421 | Weitere Bilder |
| Französischer Garten 52° 37′ 16″ N, 10° 4′ 47″ O        | Stadtgrabenbrücke am Nordeingang              | Ein- bis zweigeschossiger Fachwerkbau mit verputzten Ausfachungen. Östlicher Teil zweigeschossig unter Satteldach, OG stark auskragend, runde Füllhölzer mit Schnitzereien verziert. Zwerchgiebel in der östlichen Dachfläche. Polygonaler Treppenturm an Ostfassade. Westlich anschließender Baukörper eingeschossig unter einseitig abgewalmtem Satteldach mit gleicher Firsthöhe. Zwerchhaus mit auskragendem OG an der Südwestecke, bildet mit dem Giebel des östlichen Baukörpers eine annähernd symmetrische Südostansicht. Errichtet 1611, 1804 umgebaut. | 34355475 | Weitere Bilder |
| Französischer Garten 52° 37′ 17″ N, 10° 5′ 7″ O         | Renaissance-Schlösschen von 1611              | Ein- bis zweigeschossiger Fachwerkbau mit verputzten Ausfachungen. Östlicher Teil zweigeschossig unter Satteldach, OG stark auskragend, runde Füllhölzer mit Schnitzereien verziert. Zwerchgiebel in der östlichen Dachfläche. Polygonaler Treppenturm an Ostfassade. Westlich anschließender Baukörper eingeschossig unter einseitig abgewalmtem Satteldach mit gleicher Firsthöhe. Zwerchhaus mit auskragendem OG an der Südwestecke, bildet mit dem Giebel des östlichen Baukörpers eine annähernd symmetrische Südostansicht. Errichtet 1611, 1804 umgebaut. | 34359145 | Weitere Bilder |
| Französischer Garten 52° 37′ 18″ N, 10° 5′ 6″ O         | Caroline Mathilde Denkmal                     | Figurengruppe aus Marmor zur Erinnerung an Königin Caroline Mathilde von Hannover. Auf großem, hohem Sockel stehende Urne mit Reliefbüste der Verstorbenen in Medallion, auf die Urne gelehnte unbekleidete Frauengestalt mit Spiegel und Palmzweig. Neben dem Sockel weitere Frauenfigur mit zwei Kindern. 1784 geschaffen von den Bildhauern Unger und Döll nach einem Entwurf von Adam Friedrich Oeser von 1775. | 34355501 | Weitere Bilder |
| Französischer Garten 52° 37′ 11″ N, 10° 4′ 53″ O        | Langensalza-Denkmal                           | Auf gestuftem Sockel sich nach oben stufenweise verjüngender Kalksteinpfeiler mit quadrischem Querschnitt. Am postamentartigen Unterteil eingelassene Felder mit Darstellung des niedersächsischen Pferdes, rückseitige Inschrift mit Datierung: 1869/1920. Oberer Teil mit Widmungsinschrift und Namen der in der Schlacht bei Langensalza 1866 gefallenen Celler Bürger. Mehrfach transloziert; ursprünglicher Standort an der Straße „Im Kreise“, heutiger Standort seit 1982. | 34355527 | Weitere Bilder |
| Französischer Garten 52° 37′ 13″ N, 10° 4′ 46″ O        | Weibliche Statue im Rosengarten               | Weibliche stehende Figur, links Standbein, rechts Spielbein, Kopf nach rechts gewendet, in der rechten Hand runder Gegenstand, linker Arm angewinkelt mit Umhang, wohl 18. Jh. Aufgrund des Apfels in der Hand als Aphrodite (in antikischem Gewand) zu identifizieren. Ursprünglicher Standort „Im Kreise“. | 34355551 | Weitere Bilder |
| Französischer Garten 52° 37′ 14″ N, 10° 4′ 46″ O        | Männliche Statue im Rosengarten               | Männliche stehende Figur, den rechten Fuß vor den linken gesetzt, nach links schauend, den rechten Arm angewinkelt, ein Horn haltend, linker Arm hängend. Attribut (vermutlich Speer) fehlt. Um die Hüfte geschlungenes Tuch. Auf schmalem Postament mit Blumenmotiven. Als Paris zu identifizieren. Ursprünglicher Standort „Im Kreise“. | 34355578 | Weitere Bilder |
| Fritzenwiese 2 52° 37′ 37″ N, 10° 4′ 54″ O              | Wohnhaus                                      | Dreigeschossiger verputzter traufständiger Massivbau unter flach geneigtem Satteldach in Ziegeldeckung, mit massivem Drempel. Große Dachüberstände, am Ostgiebel mit verziertem Freigespärre. Asymmetrischer Baukörper mit giebelständigem Westteil unter Satteldach. EG mit Quaderputz und imitiertem Bossenmauerwerk sowie umlaufendem Stockwerkgesims. OG mit umlaufendem Brüstungsgesims und plastisch hervortretenden Fenstergiebeln. Übergiebelungen der Fenster im zweiten OG weniger plastisch, mit Akroterien. Hofseitig Veranda im OG. | 34378815 |                |
| Fritzenwiese 14 52° 37′ 38″ N, 10° 5′ 1″ O              | Ehemaliges Vereinshaus                        | Zweigeschossiger giebelständiger Sichtbacksteinbau auf niedrigem Backsteinsockel unter Satteldach. Straßengiebel mit Ecklisenen, First- und Schulterstaffeln, doppeltem Geschossgesims sowie horizontalen Zierbändern aus kontrastierendem gelbem Backstein. Erbaut 1895 – 96 als Vereinshaus des Vaterländischen Frauenvereins, heute als Wohnhaus genutzt. | 34378838 |                |
| Fritzenwiese 21 52° 37′ 37″ N, 10° 5′ 4″ O              | Wohnhaus                                      | Eingeschossiger traufständiger Fachwerkbau unter Halbwalmdach mit mittigem straßenseitigem Zwerchhaus. Straßenfassade verputzt, leicht zurückgesetzte Eingangstür mit vorgelegter halbrunder Stufe und Supraporte mit Jugendstil-Ornament. Eingeputzte Fenstereinfassungen. Errichtet 1769, Verputz der Straßenfassade 1905. Zwei Erweiterungsbauten des 19. Jh.: eingeschossiger Anbau im Westen sowie nördlich daran anschließender zweigeschossiger Anbau mit Schaufassade in klassizistischer Formensprache an der zum Hof gerichteten Ostseite. | 34378862 |                |
| Fritzenwiese 22 52° 37′ 36″ N, 10° 5′ 4″ O              | Wohnhaus                                      | Eingeschossiger Fachwerkbau mit zweigeschossigem traufständigen Mittelteil und giebelständigen, straßenseitig vorspringenden Seitenteilen unter vielfältiger Dachlandschaft. Ursprünglich materialsichtige, heute weiß gestrichene Backsteinausfachung. Massiver Kellersockel, der auf abfallendem Gelände gartenseitig als Vollgeschoss aufgeht. Veranda-Anbau an der Westseite. Einfriedung zur Straße mit geschlämmter Backsteinmauer mit zwei Toröffnungen. Errichtet um 1887 als Pferdestall, Umbau zum Wohnhaus 1908. Weitgehend original erhaltene baufeste Innenausstattung. | 34378890 |                |
| Fritzenwiese 24 52° 37′ 36″ N, 10° 5′ 6″ O              | Denkmalgruppe Villa                           | Anderthalbgeschossiger giebelständiger Massivbau in gelbem Sichtbackstein unter ziegelgedecktem Satteldach mit massivem Drempel. Hauptgiebel zur Straße mit First- und Schulterstaffeln sowie gotisierenden Spitzbogenfenstern. Im EG stichbogige Fenster, teils als Blindfenster ausgeführt. An Ostseite übergiebelter Mittelrisalit in ähnlicher Gestaltung. An Westseite eingeschossiger Anbau unter Satteldach. Inschriftliche Datierung 1877. | 34352258 |                |
| Fritzenwiese 24 52° 37′ 36″ N, 10° 5′ 5″ O              | Stall                                         | Stallgebäude an der westlichen Grundstücksgrenze. Zeit- und stilgleich mit dem Hauptgebäude errichteter gelber Sichtbacksteinbau unter Satteldach mit gotisierenden Stilelementen. | 34355626 | BW             |
| Fritzenwiese 24 52° 37′ 36″ N, 10° 5′ 6″ O              | Einfriedung                                   | Einfriedung aus Sichtbacksteinmauerwerk mit kontrastierenden Farben in gelb und rot, am oberen Rand Ziersetzung. Toreinfahrt zwischen Ziegelpfeilern mit eisernem Tor. | 34355651 | BW             |
| Fritzenwiese 25 52° 37′ 37″ N, 10° 5′ 6″ O              | Wohnhaus                                      | Freistehender zweigeschossiger Bau auf Kellersockel mit massivem Erd- und Fachwerk-Obergeschoss unter Walmdach mit unterschiedlichen Zwerchgiebeln und Satteldachgauben. Asymmetrische Fassaden mit Standerkern. Loggia an der Südwestecke im OG. Erbaut 1908. | 34378915 |                |
| Fritzenwiese 39 52° 37′ 35″ N, 10° 5′ 12″ O             | Hotel und Gaststätte                          | Zweigeschossiger traufständiger Fachwerkbau mit Backsteinausfachung und leichter OG-Vorkragung unter Satteldach in Ziegeldeckung, errichtet Mitte des 19. Jh. Im Westen anschließender giebelständiger zweigeschossiger Erweiterungsbau unter Satteldach mit höherem First und Zwerchhaus auf Westseite. Weitere spätere Anbauten an Nord- und Westseite. | 34378939 |                |
| Fritzenwiese 41 52° 37′ 35″ N, 10° 5′ 13″ O             | Wohnhaus                                      | Eingeschossiger traufständiger Fachwerkbau mit Backsteinausfachung unter Satteldach mit Zwerchhaus mittig straßenseitig und seitlichen Gauben. Erbaut 1770. Zwerchhaus nachträglich. Rückwärtiger Anbau 1887. | 34378964 |                |
| Fritzenwiese 53 52° 37′ 34″ N, 10° 5′ 15″ O             | Wohnhaus                                      | Eingeschossiger traufständiger Fachwerkbau mit Backsteinausfachung unter Satteldach mit mittigem nachträglichen Zwerchhaus straßenseitig. Außermittiger Eingang. Erbaut wohl um 1770. Zwei nachträgliche rückwärtige Anbauten, der nördliche von 1908, der südliche älter. | 34378987 |                |
| Fritzenwiese 71 52° 37′ 32″ N, 10° 5′ 15″ O             | Wohnhaus                                      | Eingeschossiger Fachwerkbau unter Satteldach mit Zwerchhaus und Gauben, erbaut laut moderner Inschrift 1764. | 34379010 |                |
| Fritzenwiese 89 52° 37′ 30″ N, 10° 5′ 16″ O             | Wohnhaus                                      | Traufständiges zweigeschossiges Fachwerkhaus, unter Satteldach in Ziegeldeckung. Errichtet 1757. | 34381804 |                |
| Fritzenwiese 95 52° 37′ 30″ N, 10° 5′ 16″ O             | Wohnhaus                                      | Eingeschossiger traufständiger Fachwerkbau mit Backsteinausfachung unter Satteldach mit Zwerchhaus straßenseitig. Symmetrische Fassade mit mittiger Haustür. Zwerchhaus nach 1946 erneuert. Haustür mit Oberlicht und hölzerner architektonischer Rahmung durch korinthische Pilaster. Errichtet vor 1769. Nachträglich aufgemalte Inschrift, unter anderem mit nicht zutreffendem Baujahr „Anno 1600“. | 34379033 |                |
| Fritzenwiese 101 52° 37′ 29″ N, 10° 5′ 17″ O            | Wohnhaus                                      | Zweigeschossiger traufständiger Fachwerkbau mit Backsteinausfachung unter Satteldach. Obergeschoss vorkragend, profilierte Balkenköpfe, runde Füllhölzer, stockwerkweise verzimmert. Erbaut wohl im 17. Jh. | 34355674 | BW             |
| Fritzenwiese 103 52° 37′ 29″ N, 10° 5′ 17″ O            | Wohnhaus                                      | Zweigeschossiger traufständiger Fachwerkbau mit Backsteinausfachung unter Satteldach. Vorkragendes OG, gerundete Füllhölzer, stockwerkweise verzimmert, im EG dreifeldig, im OG zweifeldig. Rückwärtige Anbauten. Erbaut 1784. | 34355699 |                |
| Fritzenwiese 105 52° 37′ 29″ N, 10° 5′ 17″ O            | Wohnhaus                                      | Zweistöckiger traufständiger Fachwerkbau mit hohem EG und niedrigerem, vorkragendem OG, das ausweislich der zugesetzten Tür ursprünglich wohl Speicherzwecken diente. Konstruktion von EG - wohl 18. Jh. - und OG verschieden. OG hofseitig mit Fußbändern konstruiert, die ebenso wie die Konstruktion des Kehlbalkendaches mit angeblatteten Balken mit Fugennägeln auf eine Entstehung im 17. Jh. hinweisen. |          |                |
| Fritzenwiese 105 52° 37′ 29″ N, 10° 5′ 18″ O            | Hinterhaus                                    | Eingeschossiges Hintergebäude aus Fachwerk unter Satteldach, zum großen Teil aus einer Konstruktion wohl des 18. Jh. mit Schwelle-Ständer-Streben an den Eckständern bestehend. | 38889220 |                |
| Fritzenwiese 107 52° 37′ 28″ N, 10° 5′ 17″ O            | Wohnhaus                                      | Zweigeschossiger traufständiger Fachwerkbau mit Backsteinausfachung unter Satteldach, stockwerkweise verzimmert, OG stark vorkragend. Inschriftliche Datierung an Brüstungsriegel im OG: 1767. | 34355749 |                |
| Fritzenwiese 109 52° 37′ 28″ N, 10° 5′ 17″ O            | Wohnhaus                                      | Zweigeschossiger traufständiger Fachwerkbau unter Satteldach, stockwerkweise verzimmert, Obergeschoss stark vorkragend, Anbau auf der Rückseite. Inschriftliche Datierung: 1777. | 34355774 | BW             |
| Fritzenwiese 111 52° 37′ 28″ N, 10° 5′ 17″ O            | Wohnhaus                                      | Zweigeschossiger traufständiger Fachwerkbau unter Satteldach als südliches Ende einer geschlossenen Zeilenbebauung. OG vorkragend, Südgiebel vertikal holzverschalt, EG vertikal verbrettert, Fenster und Tür im EG verziert. Errichtet um 1660. | 34355799 | BW             |
| Hafenstraße 1 52° 37′ 33″ N, 10° 4′ 31″ O               | Wohnhaus                                      | Ein- bis zweigeschossiger traufständiger Massivbau mit Fachwerk-Drempel unter Walmdach bzw. niedrigerem Halbwalmdach über dem Ostteil. Fassade teilweise verputzt, teils in Sichtbackstein. Erbaut 1906 als Direktorenwohnhaus im Zusammenhang mit dem benachbarten Elektrizitätswerk. | 34355876 |                |
| Hafenstraße 2 52° 37′ 37″ N, 10° 4′ 42″ O               | Klubhaus                                      | Zweigeschossiger verputzter Massivbau auf hohem Putzsockel unter Satteldach in Ziegeldeckung. Hauptfassade traufständig mit Putzbänderung im EG, stark plastischen Gesimsen und Ecklisenen, Fenster mit dekorativen Rahmungen. Dreiachsiger außermittiger Risalit mir Dreiecksgiebel unter überhöhtem Satteldach des sich rückwärtig fortsetzenden Mittelbaus. Am Nordgiebel niedrigerer zweigeschossiger Anbau unter Walmdach, mit segmentbogiger Auslucht im EG. Erbaut 1892 (i) als Klubhaus. | 34379102 |                |
| Hafenstraße 3 52° 37′ 33″ N, 10° 4′ 29″ O               | Elektrizitätswerk                             | Ehemaliges Elektrizitätswerk der Stadt Celle, errichtet 1906, in zurückgesetzter Lage mit Vorgarten (Einfriedung erneuert). Sichtbacksteinbauten mit zierhaften Putzfelderungen und Segmentbogenöffnungen. Rechts Maschinenhalle mit Wappenrelief der Stadt Celle an der Fassade, Schildgiebeln und flachem Satteldach, links zweigeschossiges Verwaltungsgebäude mit Fachwerk-Drempelgeschoss und Walmdach mit Ziergauben und Zierschornstein. Als Bindeglied zwischen beiden Baukörpern überdachte Freitreppe mit hölzernen Arkadenöffnungen; darüber ehemals offener Freisitz. | 34355901 | BW             |
| Hafenstraße 4 52° 37′ 36″ N, 10° 4′ 36″ O               | Ehemaliger Schlachthof                        | Zweigeschossiger traufständiger Sichtbacksteinbau auf Kellersockel unter Satteldach. Symmetrische Fassaden mit Lisenen- und Gesimsgliederungen und profilierten Fensternischen. Sturzverzierung der Obergeschossfenster durch glasierte Steine. Erschließung über Treppenhaus in rückseitigem Mittelrisalit. Städtisches Wappen in Blindfenster am Nordgiebel. Straßenseitige Einfriedungsmauer in Sichtbackstein, zu beiden Seiten Fassadenbündig anschließend. Errichtet 1890 als Verwaltungsgebäude des städtischen Schlachthofes, heute Garnison-Museum. | 34379125 |                |
| Hafenstraße 4 52° 37′ 36″ N, 10° 4′ 36″ O               | Kanonierdenkmal                               | Massiver rechteckiger Backsteinsockel, darauf vier behelmte Soldaten mit einer Kanone. Inschriftlich datiert 1936, vom ehemaligen Standort an der Hannoverschen Straße 30A/B (CD-Kaserne) 1998 hierher transloziert. | 38410130 |                |
| Herzogin-Eleonore-Allee 3A 52° 37′ 19″ N, 10° 5′ 7″ O   | Wohn-/Lagergebäude                            | Eingeschossiges Gebäude unter ziegelgedecktem Krüppelwalmdach; nördlicher Teil in Backstein, südlicher mit vertikaler Holzverkleidung. Erbaut wohl im 19. Jh. als Wohnhaus, später auch als Lagergebäude genutzt. | 36942071 |                |
| Herzogin-Eleonore-Allee 3B 52° 37′ 18″ N, 10° 5′ 7″ O   | Stallgebäude                                  | Eingeschossiges Fachwerkgebäude mit Backsteinausfachung, unter ziegelgedecktem Satteldach. Errichtet vor 1769 (i) für die Schwäne des Französischen Gartens. | 36942172 |                |
| Herzogin-Eleonore-Allee 5 52° 37′ 19″ N, 10° 5′ 5″ O    | Orangerie im Bieneninstitut                   | Eingeschossiger Fachwerkbau mit Backsteinausfachung, unter ziegelgedecktem Walmdach. Errichtet ursprünglich als Orangerie zum Schloss in der Wehlstraße. | 34359485 | Weitere Bilder |
| Herzogin-Eleonore-Allee 5 52° 37′ 18″ N, 10° 5′ 4″ O    | Treppenspeicher im Bieneninstitut             | Zweigeschossiger Speicher aus Fachwerk mit auskragendem Oberstock und Giebel, reich verziert; unter ziegelgedecktem Satteldach. Errichtet ursprünglich 1607 (i) in Paulmannshavekost (Landkreis Celle), 1931 dort abgetragen, transloziert und unter Beteiligung der staatlichen Denkmalpflege im Bieneninstitut Celle rekonstruierend wieder aufgebaut. Beherbergt das „Max-Böcker-Museum“, benannt nach einem ehemaligen Lehrer und Sammler aus Eschede. | 43770369 | Weitere Bilder |
| Im Kreise 1 52° 37′ 25″ N, 10° 5′ 17″ O                 | Wohnhaus                                      | Giebelständiges eingeschossiges Fachwerkhaus mit Backsteinausfachung, unter ziegelgedecktem Krüppelwalmdach. Straßenseitig Giebel verputzt, mit seitlicher Holzveranda. Firstparallel zum Nachbarhaus errichtet in Mitte 19. Jh. | 34375702 |                |
| Im Kreise 3 52° 37′ 24″ N, 10° 5′ 18″ O                 | Wohnhaus                                      | Giebelständiges eingeschossiges Fachwerkhaus mit Backsteinausfachung, unter ziegelgedecktem Krüppelwalmdach. Straßenseitig Giebel verputzt. Firstparallel zum Nachbarhaus errichtet in Mitte 19. Jh. | 34375724 |                |
| Im Kreise 6 52° 37′ 24″ N, 10° 5′ 20″ O                 | Villa                                         | Zweigeschossiger Massivbau, verputzt mit reichen Stuckformen, Köpfen, Girlanden und Balustern. In asymmetrischen Formen unter bewegtem zeigelgedecktem Dach. Grundstück wird von zeitgenössischer gusseisernen Einfriedung umzäunt. Erbaut um 1880. | 34379600 |                |
| Im Kreise 12 52° 37′ 22″ N, 10° 5′ 19″ O                | Wohnhaus                                      | Giebelständiger zweigeschossiger Fachwerkbau mit Backsteinausfachung, unter ziegelgedecktem Satteldach. Fachwerk mit Fußwinkelhölzern, straßenseitig vierfach vorkragend über profilierten Balken, Füllhölzer profiliert; Ladeluke im Giebel. Errichtet 1610 (i). | 34356430 |                |
| Im Kreise 13 52° 37′ 22″ N, 10° 5′ 18″ O                | Wohnhaus                                      | Giebelständiger zweigeschossiger Fachwerkbau mit Backsteinausfachung, unter ziegelgedecktem Satteldach. Fachwerk mit Fußwinkelhölzern im Giebel, straßenseitig dreifach vorkragend über Balkenköpfen. Errichtet 1644 (i). Die beiden unteren Geschosse in Doppelständerkonstruktion erneuert. An Südseite kleiner zweigeschossiger Hofflügel in Fachwerk. | 34356458 |                |
| Im Kreise 14 52° 37′ 22″ N, 10° 5′ 18″ O                | Wohnhaus                                      | Giebelständiger zweigeschossiger Fachwerkbau, unter ziegelgedecktem Satteldach. Fachwerk straßenseitig dreifach vorkragend. Errichtet um 1750. | 34356483 |                |
| Im Kreise 15 52° 37′ 22″ N, 10° 5′ 18″ O                | Wohnhaus                                      | Kleines giebelständiges zweigeschossiges Fachwerkhaus mit Backsteinausfachung, unter ziegelgedecktem Satteldach. Fachwerk straßenseitig zweifach vorkragend. Errichtet um 1750. | 34356508 |                |
| Im Kreise 16 52° 37′ 22″ N, 10° 5′ 17″ O                | Wohnhaus                                      | Kleiner giebelständiger zweigeschossiger Fachwerkbau mit Backsteinausfachung, unter ziegelgedecktem Satteldach. Errichtet um 1750. | 34356533 |                |
| Im Kreise 17 52° 37′ 22″ N, 10° 5′ 17″ O                | Wohnhaus                                      | Giebelständiger eingeschossiger Fachwerkbau, unter ziegelgedecktem Satteldach. Errichtet um 1680. | 34356558 |                |
| Im Kreise 18 52° 37′ 22″ N, 10° 5′ 17″ O                | Wohnhaus                                      | Giebelständiger zweigeschossiger Fachwerkbau mit Backsteinausfachung, unter ziegelgedecktem Satteldach. Fachwerk mit Fußwinkelhölzern, straßenseitig dreifach vorkragend über profilierten Balkenköpfen, verzierte Füllhölzer, Inschriften und ein Medaillon; eine Kranluke im Giebel. Errichtet 1646 (i). | 34356583 |                |
| Im Kreise 19 52° 37′ 22″ N, 10° 5′ 16″ O                | Wohnhaus                                      | Giebelständiger dreigeschossiger Fachwerkbau mit Backsteinausfachung, unter ziegelgedecktem Satteldach. Fachwerk sehr gleichmäßig in Doppelständerkonstruktion, straßenseitig vierfach vorkragend über Balkenköpfen und profilierten Füllhölzern. Errichtet um 1750. | 34356608 |                |
| Im Kreise 20 52° 37′ 22″ N, 10° 5′ 16″ O                | Wohnhaus                                      | Giebelständiger eingeschossiger Fachwerkbau mit Backsteinausfachung, unter ziegelgedecktem Satteldach. Errichtet um 1680. | 34356635 |                |
| Im Kreise 21 52° 37′ 22″ N, 10° 5′ 15″ O                | Wohnhaus                                      | Kleiner giebelständiger zweigeschossiger Fachwerkbau mit Backsteinausfachung, unter ziegelgedecktem Satteldach. Errichtet um 1700. Mit rückwärtiger Bebauung. | 34356660 |                |
| Im Kreise 22 52° 37′ 22″ N, 10° 5′ 15″ O                | Wohnhaus                                      | Giebelständiges zweigeschossiges Fachwerkgebäude mit Backsteinausfachung, unter ziegelgedecktem Satteldach. Mit nahezu gleich breitem und gleich langem Flügelanbau nach Süden. Errichtet um 1650. | 34356685 |                |
| Im Kreise 23 52° 37′ 23″ N, 10° 5′ 15″ O                | Wohnhaus                                      | Giebelständiger zweigeschossiger Fachwerkbau mit gestrichener Backsteinausfachung, unter ziegelgedecktem Satteldach. Zweckfachwerk mit gekuppleten Ständern, straßenseitig zweifach vorkragend. Errichtet um 1700. 1732 hier ein von der jüdischen Gemeinde genutzter Betraum, bevor die Synagoge erichtet wurde. | 34356710 |                |
| Im Kreise 24 52° 37′ 23″ N, 10° 5′ 15″ O                | Jüdisches Gemeindehaus und Synagoge           | Giebelständiger dreigeschossiger Fachwerkbau mit Backsteinausfachung, unter Satteldach in Ziegeldeckung. Errichtet über Sandsteinsockel, Straßenfassade dreifach leicht vorkragend mit als Profil ausgestalteten Gebälk. Symmetrischer Fachwerkaufbau mit gekuppelten Ständern und einer verputzten Ausfachung. Errichtet wohl um 1700 als Wohnhaus, später als Gemeindehaus und ab 1835 als jüdische Schule genutzt. Im EG die Schulräume (heute Museumsräume), in den OGs Wohnräume, die wechselhaft vom Vorsänger, Schächter und Rabbiner bewohnt wurden. In der Verlängerung der Diele der ursprüngliche Hauptzugang zur Synagoge, im OG zur Frauenempore. Über dem Hauptzugang eine hebräische Inschrift (übers. „Dies ist das Tor zum Ewigen, Gerechte mögen (werden) darin (dadurch) Eingang finden“)                                     | 34356735 | Weitere Bilder |
| Im Kreise 24 52° 37′ 22″ N, 10° 5′ 14″ O                | Synagoge                                      | Rückwärtig des Wohnhauses Im Kreise 24 errichtete Synagoge. Hallenartiger Fachwerkbau auf Werksteinsockel unter Satteldach in roter Hohlpfannendeckung. Symmetrisches Fachwerkgefüge mit gekuppelten Ständern, zweifeldigen Streben und roter Backsteinausfachung. Hohe Segmentbogenfenster aus der Umbauphase von 1883, Ostseite mit teilrekonstruierten Thoraerker mit Oculus darüber. Innenräume durch Instandsetzungen und Rekonstruktionen von 1971 bis 1974 verändert: flaches Gewölbe mit kunstvoller Stuckdecke, Frauenempore von 1883 mit Festonschmuck in den Brüstungsfeldern. Teilrekonstruierter barocker Thoraschrein mit erhaltenen Giebelaufsatz von 1740. Dieser sowie weitere wenige Ausstattungsstücke stammen noch aus der Erbauungszeit, ein Großteil der Inneneinrichtung wurde während der Novemberpogrome 1938 zerstört. | 34356765 | Weitere Bilder |
| Im Kreise 25 52° 37′ 23″ N, 10° 5′ 14″ O                | Wohnhaus                                      | Zur Straße Im Kreise giebelständiges zweigeschossiges Fachwerkhaus mit Backsteinausfachung, unter ziegelgedecktem Satteldach. Fachwerk giebel- und traufseitig zweifach vorkragend über Balkenköpfen und profilierten Füllhölzern, Zahnschnitt und Eierstab; im Giebel eine weitere Vorkragung in gleicher Formgebung. Errichtet 1607 (i). | 34356793 |                |
| Langensalzaplatz 1 52° 37′ 9″ N, 10° 4′ 58″ O           | Offizierskasino                               | Dreigeschossiger Massivbau unter Flachdach, mit mittigem höher gezogenen Risalit unter Satteldach. Symmetrische verputzte Fassaden mit übereinanderliegenden Fenstern: Im Sockelgeschoss rechteckig, im erhöhten Hauptgeschoss im Rundbogenstil, im niedrigen Mezzaningeschoss rechteckig. Starke Ausbildung von Gesimsen, Dreickesgiebeln, Säulen und Pilastern. Erbaut 1876 (i). Kaserne am Wildgarten. | 34380807 |                |
| Langensalzaplatz 2 52° 37′ 8″ N, 10° 4′ 53″ O           | Garnisonkirche                                | Einschiffige Saalkirche mit halbrundem Ostchor und seitlich an Südwestecke angefügtem hohem Turm. Fassaden verputzt. Entworfen vom preußischen Regierungsbaumeister Dihm, ausgeführt vom Braunschweiger Baurat Bode. Grundsteinlegung am 09.06.1901. Einweihung am 05.11.1902. | 34379789 | Weitere Bilder |
| Magnusstraße 52° 37′ 8″ N, 10° 4′ 49″ O                 | Bogenbrücke                                   | Massive Brücke mit Durchlass in Form eines segmentbogigen Tonnengewölbes. Stirnseiten in Sandstein mit hervorgehobenem Schlussstein. Massive geschlossene Sandsteinbrüstung. Inschriftliche Datierung „ANNO 1720“ am östlichen Schlussstein nachträglich und wohl irrtümlich. Vermutlich errichtet um 1850. 1984 verbreitert. | 34380096 |                |
| Magnusstraße 2 52° 37′ 17″ N, 10° 4′ 43″ O              | Villa                                         | Zweigeschossiger Sichtbacksteinbau über unregelmäßigem Grundriss auf hohem Kellersockel unter ziegelgedecktem Walmdach mit großen risalitartigen Zwerchhäusern unter eigenen Satteldächern an Süd- und Ostseite sowie turmartigem Vorbau unter steilem Walmdach an Nordseite. Niedriger Drempel mit Ziermalerei. Große Dachüberstände, traufseitig mit geschwungenen Knaggen und Hängezapfen, giebelseitig mit aufwändig verzierten Freigespärren. Verglaste Veranda an der Südseite zum Garten hin, Fassadenschmuck durch Ziersetzung und kontrastierende Bänderung. Erbaut 1876/77. | 34380003 |                |
| Magnusstraße 2 52° 37′ 17″ N, 10° 4′ 42″ O              | Remise                                        | Eingeschossiger Backsteinbau unter ziegelgedecktem Satteldach. Langgestreckter Grundriss, mit mittigem risalitartigem Zwischenteil mit Giebel und unter eigenem Satteldach; zahlreiche Öffnungen in der Längsfassade. Erbaut im Zusammenhang mit der neben stehenden Villa. | 39013951 | BW             |
| Magnusstraße 2a 52° 37′ 14″ N, 10° 4′ 44″ O             | Logenhaus                                     | Aus mehreren Gebäudeteilen bestehender Bau, freistehend, unter Sattel- und Walmdächern in Pfannendeckung. Gebäudekern ist ein zweigeschossiger Fachwerkbau des 18. Jh.; Anbauten stammen vor allem aus dem 19. Jh.: Seit 1862 diente das Gebäude als „Logenhaus“ der Freimaurer in Celle. | 34380026 | Weitere Bilder |
| Magnusstraße 4 52° 37′ 10″ N, 10° 4′ 44″ O              | Schulgebäude                                  | Freistehender dreigeschossiger verputzter Massivbau über L-förmigem Grundriss mit zwei Risaliten an Ostseite. Unter ziegelgedeckten Walmdächern. Hoher Sockel aus Buckelquadern, schmucklose Fassaden. Innenausstattung gut überkommen. Erbaut 1912 – 14 als neues Schulgebäude der alten Celler Lateinschule von 1328 (seit 1928 Gymnasiums „Ernestinum“). | 34380049 |                |
| Magnusstraße 4 52° 37′ 11″ N, 10° 4′ 43″ O              | Einfriedung                                   | Massive hohe Wandscheiben mit dachförmigem oberem Abschluss. Die langen Mauern werden gegliedert durch leicht eingetiefte Segmentbogenfelder, die Betonkonstruktion ist durch unterschiedliche Oberflächenstrukturen gestaltet. Erhalten sind die Mauern im Süden und Norden des Schulensembles, erbaut zeitgleich mit dem Schulgebäude. Die südliche nach Bauschäden im Jahr 2009 (bis auf einen kleinen Abschnitt) abgerissen und 2010 als Betonkonstruktion nach denkmalpflegerischen Maßgaben weitgehend formgetreu wiederaufgebaut. | 46854414 |                |
| Magnusstraße 4 52° 37′ 10″ N, 10° 4′ 45″ O              | Brücke                                        | Betonkonstruktion über den Magnusgraben, dabei Betonbrüstungsgeländer mit Felderungen künstlerisch überformt durch steinmetzmäßige Oberflächenbearbeitungen, an der Ostseite zusätzlich hervorgehoben durch skulpturale Eidechsengeschöpfe. Erbaut als Zugang zum Schulgelände 1914, zufluchtend auf das Hauptportal der Schule. | 46854315 |                |
| Magnusstraße 5 52° 37′ 15″ N, 10° 4′ 46″ O              | Direktorenwohnhaus                            | Einfamilienwohnhaus, 1930 – 31 erbaut im Auftrag des Preußischen Hochbauamtes als Wohnhaus für den Direktor des Gymnasiums. Zweigeschossiger Stahlskelettbau mit Flachdach, frei stehend am Westrand des Französischen Gartens; baukörperliche Komposition aus verstaffelten und ineinander verschränkten Kuben, L-förmiger Grundriss mit länglichem zweigeschossigen Wohntrakt an Ostseite sowie eingeschossigem Wirtschaftstrakt an Nordseite; Putzfassade mit horizontalem Fensterband im EG sowie Lochfenstern im OG. | 34380072 |                |
| Mühlenstraße 11 52° 37′ 31″ N, 10° 4′ 37″ O             | Wohnhaus                                      | Traufständiger zweigeschossiger Fachwerkbau unter pfannengedecktem Satteldach. Fachwerk in Stockwerkbauweise mit Backsteinausfachung, unregelmäßige Ständerabstände, schlichtes Balkengesims über dem EG. Mit zeitgenössischer zweiflügeliger Tür in der Straßenfassade. Errichtet Anfang des 18. Jh; rückwärtige Anbauten zwischen 1898 und 1920. | 34357560 |                |
| Mühlenstraße 12 52° 37′ 32″ N, 10° 4′ 38″ O             | Wohnhaus                                      | Traufständiger zweigeschossiger Fachwerkbau, unter pfannengedecktem Satteldach. Mit mittigem Zwerchgiebel in Dreiecksform und seitlichen Dachhäuschen mit segmentbogigem Dach. Fachwerk in Stockwerkbauweise mit Backsteinausfachung, Fassadenaufbau symmetrisch, mittig eine zweiflügelige Tür mit seitlicher Rahmung aus kannelierten Pilastern und senkrechtstehender, langgestreckter Raute sowie gebälkartigem oberen Abschluss. Errichtet um 1700. | 34357585 |                |
| Mühlenstraße 14 52° 37′ 34″ N, 10° 4′ 40″ O             | Ratsmühle                                     | Viergeschossiger unterkellerter Massivbau in Rauhputz auf L-förmigem Grundriss. Vorspringender Backsteinsockel, Geschossgesims über dem EG, Fassaden gegliedert durch gleichmäßige Segmentbogenfenster, dabei vertikale Zusammenfassung der Fenster der drei Obergeschosse durch dreigeschossige Blendfelder mit geradem oberen Anbschluss im Mittelteil der Fassade. Zweiachsige Eckrisalite, hier Blendfelder mit segmentbogigen Abschlüssen. Erbaut 1945 – 1947. | 34380144 | Weitere Bilder |
| Neumarkt 52° 37′ 36″ N, 10° 4′ 53″ O                    | Sandsteingewölbebrücke                        | | 34380262 | BW             |
| Neumarkt 1 a – c 52° 37′ 36″ N, 10° 4′ 49″ O            | Verwaltungsgebäude                            | Zweigeschossiger neobarocker Massivbau auf Kellersockel unter Mansard-Walmdach. Hauptfassade im Norden, heute durch Straßenverlegung auf der Rückseite, mit dreiachsigem Mittelrisalit unter geschweiftem Giebel und übergiebeltem Hauptportal mit vorgelegter Freitreppe. Vertikale Gliederung durch Lisenen. Kassettierte Brüstungsfelder. | 34380216 |                |
| Neumarkt 3a 52° 37′ 37″ N, 10° 4′ 54″ O                 | Wohnhaus                                      | Eingeschossiger, von der straße zurückliegender traufständiger Bau, vermutlich Fachwerk, unter ziegelgedecktem Krüppelwalmdach. West- und Südseite horizontal verbrettert, Ostseite verputzt, schlichte Lisenen an den Ecken. Dreiachsiger Mittelrisalit mit Dreiecksgiebel an der Westseite mit architektonisch gerahmter Eingangstür. Am Türsturz aufgemalte Inschrift mit irrtümlicher Datierung „Anno Domini 1549“. Errichtet wohl im letzten Drittel 18. Jh. bis um 1800. | 34380239 |                |
| René-Leduc-Weg 1 52° 37′ 13″ N, 10° 5′ 14″ O            | Wache                                         | Eingeschossiger Backsteinbau unter ziegelgedecktem Satteldach. Fassaden backsteinsichtig mit Spitzbogenfenstern und Ecktürmchen. Errichtet 1872. | 34358152 |                |
| René-Leduc-Weg 1A 52° 37′ 13″ N, 10° 5′ 18″ O           | Exerzierhalle                                 | Langgestreckter Backsteinbau unter flach geneigtem Satteldach in Ziegeldeckung. Fassaden backsteinsichtig mit spitzbogigen Öffnungen. Erbaut 1872. | 34359456 |                |
| St. Georg-Straße 22 52° 37′ 18″ N, 10° 5′ 33″ O         | Wohnhaus                                      | Traufständiger zweigeschossiger Fachwerkbau unter ziegelgedecktem Satteldach. OG über Knaggen vorkragend. Errichtet wohl im 17. Jh. | 34358418 |                |
| St. Georg-Straße 23 52° 37′ 18″ N, 10° 5′ 33″ O         | Wohnhaus                                      | Traufständiger zweigeschossiger Fachwerkbau mit Backsteinausfachung, unter Satteldach in Ziegeldeckung. OG leicht vorkragend. Errichtet wohl im 18. Jh. | 34358445 |                |
| St. Georg-Straße 24 52° 37′ 18″ N, 10° 5′ 33″ O         | Wohnhaus                                      | Traufständiger zweigeschossiger Fachwerkbau mit Backsteinausfachung, unter Satteldach in Ziegeldeckung. OG leicht vorkragend. Errichtet wohl im 18. Jh. | 34358471 |                |
| St. Georg-Straße 26 52° 37′ 18″ N, 10° 5′ 34″ O         | Wohnhaus                                      | Traufständiger zweigeschossiger Fachwerkbau mit Backsteinausfachung, unter Satteldach in Ziegeldeckung. Zusammengewachsen aus ursprünglich zwei einzelnen Häusern (vermutlich Nr. 25 und 26), heute mit gemeinsamem Eingang. Westlicher Hausteil mit gleichmäßigem Fachwerk, OG über profilierten Balkenköpfen und Füllhölzern vorkragend. Östlicher Hausteil im OG mit zweifeldrigem Erker an Ostseite der Südfassade, auch hier Vorkragung des OG über Balkenköpfen und Füllhölzern. Errichtet wohl im 18. Jh. | 34358497 |                |
| St. Georg-Straße 27 52° 37′ 18″ N, 10° 5′ 34″ O         | Wohnhaus                                      | Giebelständiger eingeschossiger Fachwerkbau mit Backsteinausfachung, unter Satteldach in Ziegeldeckung. Fachwerk mit breiten Gefachen, straßenseitig zweifach deutliche vorkragend über Balkenköpfen und Füllhölzern. Errichtet 1612 (i; aufgemalte Datierung). | 34358519 |                |
| St. Georg-Straße 40 52° 37′ 18″ N, 10° 5′ 40″ O         | Wohnhaus                                      | Traufständiger ein- bis zweigeschossiger Fachwerkbau mit Backsteinausfachung, unter ziegelgedeckten Satteldächern. Fachwerk mit Knaggen und Fußstreben, OG des westlichen Gebäudeteils vorkragend. Errichtet um 1650. | 34380928 |                |
| St. Georg-Straße 74 52° 37′ 17″ N, 10° 5′ 30″ O         | Wohnhaus                                      | Zweigeschossiger Fachwerkbau mit Backsteinausfachung, unter Satteldach in Ziegeldeckung. Zur Sankt-Georg-Straße in traufständiger Anordnung, mit mittigem Zwerchhaus. Errichtet um 1880. | 34380954 |                |
| Torplatz 3 52° 37′ 39″ N, 10° 4′ 48″ O                  | Allerwehr                                     | Stauanlage, bestehend aus zwei Wehrbauwerken: südlicher Teil als zweistufiges Überfallwehr ausgebildet, das nördliche ist ein Walzenwehr mit untenliegendem Durchlass. Ursprüngliche Anlage 1378 errichtet, Umbau 1899 – 1903 und 1938. | 34358541 | Weitere Bilder |
| Torplatz 3 52° 37′ 38″ N, 10° 4′ 46″ O                  | Schleusenwärterhaus                           | Fachwerkhaus unter Satteldach, östlicher Queranbau in Fachwerk, Backsteinausfachung, Sandsteinquadersockel. Erbaut 1904 anstelle eines Vorgängerbaus, Umbau 1938. | 34358566 |                |
| Wehlstraße 2 52° 37′ 21″ N, 10° 5′ 12″ O                | Wohnhaus                                      | Freistehender traufständiger eingeschossiger Massivbau auf Kellersockel unter Satteldach in Ziegeldeckung. Übergiebelte Mittelrisalite an beiden Traufseiten und in Höhe und Breite abgestufte Anbauten an den Giebelseiten. Am Nordgiebel halbrunder massiver Veranda-Anbau im EG. Fassadenschmuck in Neorenaissance-Formen mit starker Betonung der Risalite mit Volutengiebeln und seitlichen Obelisken. Pilaster- und Gesimsgliederungen, architektonisch gerahmte Fenster. Erbaut als Fabrikantenvilla 1884 (a). | 34381434 |                |
| Wehlstraße 35 52° 37′ 13″ N, 10° 5′ 9″ O                | Kasernengebäude                               | Zweigeschossiger Massivbau, unter ziegelgedecktem Walmdach. Konzipiert als kleine Dreiflügelanlage mit symmetrischem Fassadenaufbau, Fassaden verputzt mit Ecklisenen in Backstein, Staffelgiebel an den Kurzseiten der beiden Seitenflügel. Erbaut um 1908. | 34380758 |                |
| Westcellertorstraße 9 52° 37′ 18″ N, 10° 4′ 40″ O       | Haus Heyer                                    | Dreigeschossiger traufständiger Massivbau unter Satteldach. Fünfachsige Straßenfassade mit bauplastischem Schmuck in Neorenaissance-Formen. EG verputzt, OG mit vorgeblendeten Klinkern und Putzgliederungen. Mittiger, verputzter zweigeschossiger Erker. Mittiger Zwerchgiebel mit Schulterstaffeln, Firstrosette und Obelisken. | 34359222 |                |
| Westcellertorstraße 10 52° 37′ 19″ N, 10° 4′ 39″ O      | Wahlfelds Gesellschaftshaus                   | Traufständiger Massivbau. Östlicher Teil zweigeschossig, im Westen dreigeschossiger Kopfbau zum Thaerplatz und Magnusgraben, ursprünglich mit turmartigem Dachaufbau. Fassaden verputzt, vertikale Gliederung durch Lisenen, Geschossgesimse jeweils über dem Erd- und Obergeschoss. Zweigeschossiger Teil 1890 errichtet, Erweiterung nach Westen 1895. | 34359249 |                |
| Westcellertorstraße 11 52° 37′ 19″ N, 10° 4′ 40″ O      | Wohn-/ Wirtschaftsgebäude                     | Dreigeschossiger Eckbau unter Satteldach, mit polygonalem zweigeschossigem Eck-Erker und dreigeschossigem Erker mit Zwerchgiebel mittig an der Südfassade. Erd- und erstes OG massiv, verputzt mit horizontaler Gliederung, zweites OG und DG in historisierendem Fachwerk mit mehrfachen Giebelvorkragungen und Fächerrosetten sowie figürlichem und ornamentalem Schnitzwerk. Errichtet 1912. | 34359276 |                |
| Westcellertorstraße 12/13 52° 37′ 19″ N, 10° 4′ 41″ O   | Wohn-/ Wirtschaftsgebäude                     | Zwei ursprünglich eigenständige, heute zusammengehörige Gebäude. Nummer 12 im Westen ist ein zweigeschossiger, traufständiger Fachwerkbau unter Satteldach mit einseitigem Halbwalm über dem Westgiebel. Dreiachsiges mittiges Zwerchhaus straßenseitig. Erdgeschossfassade straßenseitig massiv erneuert, mit Lisenengliederung. Errichtet im 18. Jh. Der jüngere Ostteil ist ein dreigeschossiger, dreiachsiger giebelständiger Putzbau mit horizontaler Gesimsgliederung. Im EG drei rundbogige Öffnungen zwischen korinthischen Pilastern. Errichtet im dritten Viertel des 19. Jh. | 34381478 |                |
| Westcellertorstraße 15 52° 37′ 19″ N, 10° 4′ 43″ O      | Wohn-/ Wirtschaftsgebäude                     | Dreigeschossiger traufständiger Massivbau unter Satteldach. Seitenrisalit mit Stufengiebel. Zweites OG teilweise in Fachwerk mit Vorkragung und weit vorkragendem Erker auf verzierten, massiven Scheinfachwerk-Konsolen und mit spitzem Zwerchgiebel. Weiteres Zwerchhaus hofseitig. Fensterstürze mit floraler Stuckverzierung. Prägende Gestaltung von 1906, im Kern älter. | 34381501 |                |
| Westcellertorstraße 15A 52° 37′ 20″ N, 10° 4′ 44″ O     | Trüller-Haus                                  | Viergeschossiger unterkellerter Putzbau unter Walmdach mit Zwerchhäusern und Dreiecksgaube auf spitzwinkligem Eckgrundstück am Stadtgraben. Turmartiger Erker an Südostecke mit geometrischen Stuckverzierungen und Kegeldach. Fassadengliederung durch Geschoßgesimse, an den Erkern durch schlichte geometrisierende Säulen und Pilaster. Erbaut 1908-1909 für den Backwarenfabrikanten Harry Trüller. | 34381531 | Weitere Bilder |

### Siedlung Italienischer Garten
- ID: 34352388
- Wohnsiedlung, doppelseitige straßenrandbegleitende Bebauung in aufgelockerter Stellung, bestehend aus zwei dreigeschossigen Wohnhäusern mit Walmdach am westlichen Ende sowie acht dreigeschossigen Wohnhäusern mit Flachdach beiderseits der Straße; baukörperlich stark gegliederte Bauten aus mittlerem dreigeschossigen Kubus sowie beiderseits der Mittelachse hervortretenden zweigeschossigen Kuben; Putzfassaden, mittlere Kuben weiß gefasst, äußere Kuben farbig gefasst (restauriert gemäß originalem Farbkonzept von Karl Völker).

| Lage                                               | Bezeichnung      | Beschreibung | ID       | Bild |
| -------------------------------------------------- | ---------------- | --- | -------- | ---- |
| Italienischer Garten 1 52° 37′ 16″ N, 10° 5′ 15″ O | Mehrfamilienhaus | Zweigeschossiger, verputzter Massivbau unter Flachdach, errichtet von Otto Haesler 1924–26. Aus drei Kuben bestehend, der mittlere springt zurück und überragt die anderen, mittig zwei schmale vertikale Fensterbänder im Treppenhaus. Die beiden äußeren Kuben bunt verputzt mit Übereckfenstern. Gartenseitig kleine Rundbalkone. | 34356825 |      |
| Italienischer Garten 2 52° 37′ 15″ N, 10° 5′ 15″ O | Mehrfamilienhaus | Zweigeschossiger, verputzter Massivbau unter Flachdach, errichtet von Otto Haesler 1924–26. Aus drei Kuben bestehend, der mittlere springt zurück und überragt die anderen, mittig zwei schmale vertikale Fensterbänder im Treppenhaus. Die beiden äußeren Kuben bunt verputzt mit Übereckfenstern. Gartenseitig kleine Rundbalkone. | 34356850 |      |
| Italienischer Garten 3 52° 37′ 15″ N, 10° 5′ 17″ O | Mehrfamilienhaus | Zweigeschossiger, verputzter Massivbau unter Flachdach, errichtet von Otto Haesler 1924–26. Aus drei Kuben bestehend, der mittlere springt zurück und überragt die anderen, mittig ein schmales vertikales Fensterband im Treppenhaus. Die beiden äußeren Kuben bunt verputzt mit Übereckfenstern. Gartenseitig kleine Rundbalkone.  | 34356875 |      |
| Italienischer Garten 4 52° 37′ 15″ N, 10° 5′ 17″ O | Mehrfamilienhaus | Zweigeschossiger, verputzter Massivbau unter Flachdach, errichtet von Otto Haesler 1924–26. Aus drei Kuben bestehend, der mittlere springt zurück und überragt die anderen, mittig ein schmales vertikales Fensterband im Treppenhaus. Die beiden äußeren Kuben bunt verputzt mit Übereckfenstern. Gartenseitig kleine Rundbalkone.  | 34356900 |      |
| Italienischer Garten 5 52° 37′ 15″ N, 10° 5′ 19″ O | Mehrfamilienhaus | Zweigeschossiger, verputzter Massivbau unter Flachdach, errichtet von Otto Haesler 1924–26. Aus drei Kuben bestehend, der mittlere springt zurück und überragt die anderen, mittig ein schmales vertikales Fensterband im Treppenhaus. Die beiden äußeren Kuben bunt verputzt mit Übereckfenstern. Gartenseitig kleine Rundbalkone.  | 34356925 |      |
| Italienischer Garten 6 52° 37′ 14″ N, 10° 5′ 18″ O | Mehrfamilienhaus | Zweigeschossiger, verputzter Massivbau unter Flachdach, errichtet von Otto Haesler 1924–26. Aus drei Kuben bestehend, der mittlere springt zurück und überragt die anderen, mittig ein schmales vertikales Fensterband im Treppenhaus. Die beiden äußeren Kuben bunt verputzt mit Übereckfenstern. Gartenseitig kleine Rundbalkone.  | 34356950 |      |
| Italienischer Garten 7 52° 37′ 15″ N, 10° 5′ 21″ O | Mehrfamilienhaus | Zweigeschossiger, verputzter Massivbau unter Flachdach, errichtet von Otto Haesler 1924–26. Aus drei Kuben bestehend, der mittlere springt zurück und überragt die anderen, mittig ein schmales vertikales Fensterband im Treppenhaus. Die beiden äußeren Kuben bunt verputzt mit Übereckfenstern. Gartenseitig kleine Rundbalkone.  | 34356975 |      |
| Italienischer Garten 8 52° 37′ 14″ N, 10° 5′ 20″ O | Mehrfamilienhaus | Zweigeschossiger, verputzter Massivbau unter Flachdach, errichtet von Otto Haesler 1924–26. Aus drei Kuben bestehend, der mittlere springt zurück und überragt die anderen, mittig zwei schmale vertikale Fensterbänder im Treppenhaus. Die beiden äußeren Kuben bunt verputzt mit Übereckfenstern. Gartenseitig kleine Rundbalkone. | 34357002 |      |
| Wehlstraße 29 52° 37′ 17″ N, 10° 5′ 13″ O          | Mehrfamilienhaus | Dreigeschossiger Putzbau unter Walmdach, errichtet von Otto Haesler 1924. Betonung der Mittelachse durch Treppenhaus, kleine Zwerchgiebel als Abschluss, rückwärtig Balkone, seitlich und rückwärtig Dachhäuschen. | 34359172 |      |
| Wehlstraße 31 52° 37′ 15″ N, 10° 5′ 12″ O          | Mehrfamilienhaus | Dreigeschossiger Putzbau unter Walmdach, errichtet von Otto Haesler 1924. Betonung der Mittelachse durch Treppenhaus, kleine Zwerchgiebel als Abschluss, rückwärtig Balkone, seitlich und rückwärtig Dachhäuschen. | 34359197 |      |

### Siedlung Blumläger Feld
- ID: 34352899
- Wohnsiedlung der Städtischen Wohnungsfürsorge-Gesellschaft mbH Celle, erbaut 1930 – 31 nach einem Entwurf von Otto Haesler. Anlage aus zweigeschossigen Wohnhäusern mit Flachdächern, frei stehend in Nord-Süd-gerichteter Zeilenanordnung mit breiten Freiflächen zwischen den Zeilenbauten; Putzfassaden mit horizontalen Fensterbändern sowie Treppenhaus-Einschnitten.

| Lage                                        | Bezeichnung                     | Beschreibung | ID       | Bild |
| ------------------------------------------- | ------------------------------- | --- | -------- | ---- |
| Galgenberg 13 52° 36′ 43″ N, 10° 5′ 40″ O   | Waschhaus / Otto-Haesler-Museum | Eingeschossiger Massivbau mit Flachdach, frei stehend am Ostrand der Wohnsiedlung; Putzfassade mit hoch gelegenen, querformatigen Lochfenstern; hoch aufragender Schornstein in dunkelrotem Backsteinmauerwerk an der Südwestecke. Erbaut vom Celler Architekten Otto Haesler für die Städtische Wohnungsfürsorge-Gesellschaft mbH Celle 1930. | 34375074 |      |
| Galgenberg 13 52° 36′ 43″ N, 10° 5′ 40″ O   | Waschhaus / Otto-Haesler-Museum | Eingeschossiger Massivbau mit Flachdach, frei stehend am Ostrand der Wohnsiedlung; Putzfassade mit hoch gelegenen, querformatigen Lochfenstern; hoch aufragender Schornstein in dunkelrotem Backsteinmauerwerk an der Südwestecke. Erbaut vom Celler Architekten Otto Haesler für die Städtische Wohnungsfürsorge-Gesellschaft mbH Celle 1930. | 34375074 |      |
| Galgenberg 15 52° 36′ 42″ N, 10° 5′ 39″ O   | Reihenhaus                      | Zweigeschossiger Skelettbau mit Flachdach, Stahlskelettkonstruktion, östlicher Gebäudeteil einer Ost-West-gerichteten Reihenhauszeile; Putzfassade mit Lochfenstern an der Nordseite, an der Südseite Terrasse vor zurückgestaffeltem OG; Treppenhaus an der Nordseite aus der Fassadenflucht vorgezogen, mit vertikalem Fensterband. Erbaut vom Celler Architekten Otto Haesler für die Städtische Wohnungsfürsorge-Gesellschaft mbH Celle 1930. | 34375098 |      |
| Galgenberg 17 52° 36′ 42″ N, 10° 5′ 39″ O   | Reihenhaus                      | Zweigeschossiger Skelettbau mit Flachdach, Stahlskelettkonstruktion, Teil einer Ost-West-gerichteten Reihenhauszeile; Putzfassade mit Lochfenstern an der Nordseite, an der Südseite Terrasse vor zurückgestaffeltem OG; Treppenhaus an der Nordseite aus der Fassadenflucht vorgezogen, mit vertikalem Fensterband. | 34375120 |      |
| Galgenberg 19 52° 36′ 42″ N, 10° 5′ 39″ O   | Reihenhaus                      | Zweigeschossiger Skelettbau mit Flachdach, Stahlskelettkonstruktion, Teil einer Ost-West-gerichteten Reihenhauszeile; Putzfassade mit Lochfenstern an der Nordseite, an der Südseite Terrasse vor zurückgestaffeltem OG; Treppenhaus an der Nordseite aus der Fassadenflucht vorgezogen, mit vertikalem Fensterband. | 34375142 |      |
| Galgenberg 20 52° 36′ 44″ N, 10° 5′ 40″ O   | Mehrfamilienhaus                | Zweigeschossiger Skelettbau mit Flachdach, Stahlskelettkonstruktion, frei stehend am Nordostrand der Wohnsiedlung; zeilenartiger, Nord-Süd-gerichteter Baukörper; Putzfassade mit Lochfenstern, Treppenhaus an der Ostseite mit vertikalem Fensterband. | 34375166 |      |
| Galgenberg 21 52° 36′ 42″ N, 10° 5′ 38″ O   | Reihenhaus                      | Zweigeschossiger Skelettbau mit Flachdach, Stahlskelettkonstruktion, Teil einer Ost-West-gerichteten Reihenhauszeile; Putzfassade mit Lochfenstern an der Nordseite, an der Südseite Terrasse vor zurückgestaffeltem OG; Treppenhaus an der Nordseite aus der Fassadenflucht vorgezogen, mit vertikalem Fensterband. | 34375188 |      |
| Galgenberg 23 52° 36′ 42″ N, 10° 5′ 38″ O   | Reihenhaus                      | Zweigeschossiger Skelettbau mit Flachdach, Stahlskelettkonstruktion, Teil einer Ost-West-gerichteten Reihenhauszeile; Putzfassade mit Lochfenstern an der Nordseite, an der Südseite Terrasse vor zurückgestaffeltem OG; Treppenhaus an der Nordseite aus der Fassadenflucht vorgezogen, mit vertikalem Fensterband. | 34375210 |      |
| Galgenberg 25 52° 36′ 42″ N, 10° 5′ 37″ O   | Reihenhaus                      | Zweigeschossiger Skelettbau mit Flachdach, Stahlskelettkonstruktion, Teil einer Ost-West-gerichteten Reihenhauszeile; Putzfassade mit Lochfenstern an der Nordseite, an der Südseite Terrasse vor zurückgestaffeltem OG; Treppenhaus an der Nordseite aus der Fassadenflucht vorgezogen, mit vertikalem Fensterband. | 34375232 |      |
| Galgenberg 27 52° 36′ 42″ N, 10° 5′ 37″ O   | Reihenhaus                      | Zweigeschossiger Skelettbau mit Flachdach, Stahlskelettkonstruktion, westlicher Gebäudeteil einer Ost-West-gerichteten Reihenhauszeile; Putzfassade mit Lochfenstern an der Nordseite, an der Südseite Terrasse vor zurückgestaffeltem OG; Treppenhaus an der Nordseite aus der Fassadenflucht vorgezogen, mit vertikalem Fensterband. | 34375254 |      |
| Rauterbergweg 1 52° 36′ 41″ N, 10° 5′ 40″ O | Mehrfamilienhaus                | Zweigeschossiger Skelettbau mit Flachdach, Stahlskelettkonstruktion, nördlicher Gebäudeteil einer Nord-Süd-gerichteten Wohnhauszeile; Putzfassade mit horizontalen Fensterbändern sowie an der Westseite eingezogenem Treppenhaus. | 34375791 |      |
| Rauterbergweg 7 52° 36′ 35″ N, 10° 5′ 40″ O | Mehrfamilienhaus                | Zweigeschossiger Skelettbau mit Flachdach, Stahlskelettkonstruktion, südlicher Gebäudeteil einer Nord-Süd-gerichteten Wohnhauszeile; Putzfassade mit horizontalen Fensterbändern sowie an der Westseite eingezogenem Treppenhaus. | 34376011 |      |
| Rosenhagen 1 52° 36′ 43″ N, 10° 5′ 38″ O    | Mehrfamilienhaus                | Zweigeschossiger Skelettbau mit Flachdach, Stahlskelettkonstruktion, südlicher Gebäudeteil einer Nord-Süd-gerichteten Wohnhauszeile; Putzfassade mit Lochfenstern an der Ostseite sowie horizontalen Fensterbändern an der Westseite; Treppenhaus an der Ostseite aus der Fassadenflucht leicht zurückgesetzt. | 34376033 |      |
| Rosenhagen 2 52° 36′ 44″ N, 10° 5′ 38″ O    | Mehrfamilienhaus                | Zweigeschossiger Skelettbau mit Flachdach, Stahlskelettkonstruktion, Teil einer Nord-Süd-gerichteten Wohnhauszeile; Putzfassade mit Lochfenstern an der Ostseite sowie horizontalen Fensterbändern an der Westseite; Treppenhaus an der Ostseite aus der Fassadenflucht leicht zurückgesetzt. | 34376055 |      |
| Rosenhagen 3 52° 36′ 44″ N, 10° 5′ 38″ O    | Mehrfamilienhaus                | Zweigeschossiger Skelettbau mit Flachdach, Stahlskelettkonstruktion, Teil einer Nord-Süd-gerichteten Wohnhauszeile; Putzfassade mit Lochfenstern an der Ostseite sowie horizontalen Fensterbändern an der Westseite; Treppenhaus an der Ostseite aus der Fassadenflucht leicht zurückgesetzt. | 34376077 |      |
| Rosenhagen 4 52° 36′ 45″ N, 10° 5′ 38″ O    | Mehrfamilienhaus                | Zweigeschossiger Skelettbau mit Flachdach, Stahlskelettkonstruktion, nördlicher Gebäudeteil einer Nord-Süd-gerichteten Wohnhauszeile; Putzfassade mit Lochfenstern an der Ostseite sowie horizontalen Fensterbändern an der Westseite; Treppenhaus an der Ostseite aus der Fassadenflucht leicht zurückgesetzt. | 34376099 |      |
| Rosenhagen 5 52° 36′ 44″ N, 10° 5′ 39″ O    | Mehrfamilienhaus                | Zweigeschossiger Skelettbau mit Flachdach, Stahlskelettkonstruktion, frei stehend am Nordrand der Wohnsiedlung; Putzfassade mit horizontalen Fensterbändern. | 34376121 |      |
| Vogelsang 1 52° 36′ 43″ N, 10° 5′ 36″ O     | Mehrfamilienhaus                | Zweigeschossiger Skelettbau mit Flachdach, Stahlskelettkonstruktion, südlicher Gebäudeteil einer Nord-Süd-gerichteten Wohnhauszeile; Putzfassade mit Lochfenstern an der Ostseite sowie horizontalen Fensterbändern an der Westseite; Treppenhaus an der Ostseite aus der Fassadenflucht leicht zurückgesetzt. | 34377052 |      |
| Vogelsang 2 52° 36′ 43″ N, 10° 5′ 36″ O     | Mehrfamilienhaus                | Zweigeschossiger Skelettbau mit Flachdach, Stahlskelettkonstruktion, Teil einer Nord-Süd-gerichteten Wohnhauszeile; Putzfassade mit Lochfenstern an der Ostseite sowie horizontalen Fensterbändern an der Westseite; Treppenhaus an der Ostseite aus der Fassadenflucht leicht zurückgesetzt. | 34377074 |      |
| Vogelsang 3 52° 36′ 44″ N, 10° 5′ 36″ O     | Mehrfamilienhaus                | Zweigeschossiger Skelettbau mit Flachdach, Stahlskelettkonstruktion, Teil einer Nord-Süd-gerichteten Wohnhauszeile; Putzfassade mit Lochfenstern an der Ostseite sowie horizontalen Fensterbändern an der Westseite; Treppenhaus an der Ostseite aus der Fassadenflucht leicht zurückgesetzt. | 34377096 |      |
| Vogelsang 4 52° 36′ 44″ N, 10° 5′ 36″ O     | Mehrfamilienhaus                | Zweigeschossiger Skelettbau mit Flachdach, Stahlskelettkonstruktion, Teil einer Nord-Süd-gerichteten Wohnhauszeile; Putzfassade mit Lochfenstern an der Ostseite sowie horizontalen Fensterbändern an der Westseite; Treppenhaus an der Ostseite aus der Fassadenflucht leicht zurückgesetzt. | 34377118 | BW   |
| Vogelsang 5 52° 36′ 45″ N, 10° 5′ 36″ O     | Mehrfamilienhaus                | Zweigeschossiger Skelettbau mit Flachdach, Stahlskelettkonstruktion, Teil einer Nord-Süd-gerichteten Wohnhauszeile; Putzfassade mit Lochfenstern an der Ostseite sowie horizontalen Fensterbändern an der Westseite; Treppenhaus an der Ostseite aus der Fassadenflucht leicht zurückgesetzt. | 34377140 |      |
| Vogelsang 6 52° 36′ 45″ N, 10° 5′ 36″ O     | Mehrfamilienhaus                | Zweigeschossiger Skelettbau mit Flachdach, Stahlskelettkonstruktion, Teil einer Nord-Süd-gerichteten Wohnhauszeile; Putzfassade mit Lochfenstern an der Ostseite sowie horizontalen Fensterbändern an der Westseite; Treppenhaus an der Ostseite aus der Fassadenflucht leicht zurückgesetzt. | 34377162 |      |
| Vogelsang 7 52° 36′ 46″ N, 10° 5′ 36″ O     | Mehrfamilienhaus                | Zweigeschossiger Skelettbau mit Flachdach, Stahlskelettkonstruktion, nördlicher Gebäudeteil einer Nord-Süd-gerichteten Wohnhauszeile; Putzfassade mit Lochfenstern an der Ostseite sowie horizontalen Fensterbändern an der Westseite; Treppenhaus an der Ostseite aus der Fassadenflucht leicht zurückgesetzt. | 34377184 |      |
| Vogelsang 8 52° 36′ 45″ N, 10° 5′ 37″ O     | Mehrfamilienhaus                | Zweigeschossiger Skelettbau mit Flachdach, Stahlskelettkonstruktion, frei stehend am Nordrand der Wohnsiedlung; Putzfassade mit horizontalen Fensterbändern. | 34377206 |      |

### Siedlung Georgsgarten
- ID: 34352882
- Wohnsiedlung aus dreigeschossigen Wohnhäusern mit Flachdächern, angeordnet in sechs Nord-Süd-ausgerichteten, parallel positionierten Zeilen, mit breiten Grünflächen in den Zwischenbereichen; nordseitig eingeschossiger Zeilenbau mit Läden; Putzfassaden mit Lochfenstern in serieller Reihung, Treppenhäuser risalitartig vorstehend, mit vertikalen Fensterbändern, nach Südwesten als Übereckfenster ausgebildet.

| Lage                                                                   | Bezeichnung   | Beschreibung | ID       | Bild |
| ---------------------------------------------------------------------- | ------------- | --- | -------- | ---- |
| Sankt-Georg-Garten 1/1, 1/2, 1/3, 1/4 52° 36′ 57″ N, 10° 5′ 40″ O      | Häuserzeile   | Dreigeschossige Mehrfamilienhäuser mit Flachdächern, errichtet 192627 von Otto Haesler im Stil des „Neuen Bauens“. Hell geputzte, glatte Fassaden mit regelmäßigen, querformatigen schlichten Fenstern. Jede Hausnummer jeweils an der Westseite mittig ein risalitartig auskragenden Treppenhaus mit vertikalen Fensterbändern, diese nach Südwesten als Übereckfenster ausgebildet. | 34376264 |      |
| Sankt-Georg-Garten 2/1, 2/2, 2/3, 2/4, 2/5 52° 36′ 57″ N, 10° 5′ 38″ O | Häuserzeile   | Dreigeschossige Mehrfamilienhäuser mit Flachdächern, errichtet 192627 von Otto Haesler im Stil des „Neuen Bauens“. Hell geputzte, glatte Fassaden mit regelmäßigen, querformatigen schlichten Fenstern. Jede Hausnummer jeweils an der Westseite mittig ein risalitartig auskragenden Treppenhaus mit vertikalen Fensterbändern, diese nach Südwesten als Übereckfenster ausgebildet. | 34376493 |      |
| Sankt-Georg-Garten 3/1, 3/2, 3/3, 3/4, 3/5 52° 36′ 57″ N, 10° 5′ 35″ O | Häuserzeile   | Dreigeschossige Mehrfamilienhäuser mit Flachdächern, errichtet 192627 von Otto Haesler im Stil des „Neuen Bauens“. Hell geputzte, glatte Fassaden mit regelmäßigen, querformatigen schlichten Fenstern. Jede Hausnummer jeweils an der Westseite mittig ein risalitartig auskragenden Treppenhaus mit vertikalen Fensterbändern, diese nach Südwesten als Übereckfenster ausgebildet. | 34376838 |      |
| Sankt-Georg-Garten 4/1, 4/2, 4/3, 4/4, 4/5 52° 36′ 57″ N, 10° 5′ 33″ O | Häuserzeile   | Dreigeschossige Mehrfamilienhäuser mit Flachdächern, errichtet 192627 von Otto Haesler im Stil des „Neuen Bauens“. Hell geputzte, glatte Fassaden mit regelmäßigen, querformatigen schlichten Fenstern. Jede Hausnummer jeweils an der Westseite mittig ein risalitartig auskragenden Treppenhaus mit vertikalen Fensterbändern, diese nach Südwesten als Übereckfenster ausgebildet. | 34376606 |      |
| Sankt-Georg-Garten 5/1, 5/2, 5/3, 5/4, 5/5 52° 36′ 57″ N, 10° 5′ 30″ O | Häuserzeile   | Dreigeschossige Mehrfamilienhäuser mit Flachdächern, errichtet 192627 von Otto Haesler im Stil des „Neuen Bauens“. Hell geputzte, glatte Fassaden mit regelmäßigen, querformatigen schlichten Fenstern. Jede Hausnummer jeweils an der Westseite mittig ein risalitartig auskragenden Treppenhaus mit vertikalen Fensterbändern, diese nach Südwesten als Übereckfenster ausgebildet. | 34376375 |      |
| Sankt-Georg-Garten 6/1, 6/2, 6/3, 6/4 52° 36′ 57″ N, 10° 5′ 28″ O      | Häuserzeile   | Dreigeschossige Mehrfamilienhäuser mit Flachdächern, errichtet 192627 von Otto Haesler im Stil des „Neuen Bauens“. Hell geputzte, glatte Fassaden mit regelmäßigen, querformatigen schlichten Fenstern. Jede Hausnummer jeweils an der Westseite mittig ein risalitartig auskragenden Treppenhaus mit vertikalen Fensterbändern, diese nach Südwesten als Übereckfenster ausgebildet. | 34376723 |      |
| Sankt-Georg-Garten 1 52° 36′ 57″ N, 10° 5′ 38″ O                       | Geschäftshaus | Der Wohnbebauung straßenseitig vorgelagertes eingeschossiges Geschäftshaus mit Flachdach, errichtet 1926–27 von Otto Haesler im Stil des „Neuen Bauens“. Hell geputzte, glatte Fassaden mit regelmäßigen, querformatigen, schlichten Fenstern. | 34376352 |      |
| Sankt-Georg-Garten 2, 3 52° 36′ 58″ N, 10° 5′ 35″ O                    | Geschäftshaus | Der Wohnbebauung straßenseitig vorgelagerte eingeschossige Geschäftshaus mit Flachdach, errichtet 1926–27 von Otto Haesler im Stil des „Neuen Bauens“. Hell geputzte, glatte Fassaden mit regelmäßigen, querformatigen, schlichten Fenstern. | 47697859 |      |
| Sankt-Georg-Garten 4 52° 36′ 57″ N, 10° 5′ 33″ O                       | Geschäftshaus | Der Wohnbebauung straßenseitig vorgelagerte eingeschossige Geschäftshaus mit Flachdach, errichtet 1926–27 von Otto Haesler im Stil des „Neuen Bauens“. Hell geputzte, glatte Fassaden mit regelmäßigen, querformatigen, schlichten Fenstern. | 47697913 |      |

## Ehemalige Denkmaleinträge
| Lage                                             | Bezeichnung | Beschreibung | ID       | Bild           |
| ------------------------------------------------ | ----------- | --- | -------- | -------------- |
| Französischer Garten 52° 37′ 16″ N, 10° 4′ 47″ O | Nordeingang | verschiedene Gebäude, der Park, Eingänge und Denkmäler gehören zur Denkmalgruppe Französischer Garten und Bieneninstitut ID 34352245 | 34355448 | Weitere Bilder |
| Französischer Garten 52° 37′ 19″ N, 10° 5′ 11″ O | Osteingang  | verschiedene Gebäude, der Park, Eingänge und Denkmäler gehören zur Denkmalgruppe Französischer Garten und Bieneninstitut ID 34352245 | 34355394 | Weitere Bilder |
| Französischer Garten 52° 37′ 12″ N, 10° 4′ 46″ O | Westeingang | verschiedene Gebäude, der Park, Eingänge und Denkmäler gehören zur Denkmalgruppe Französischer Garten und Bieneninstitut ID 34352245 | 34355421 | Weitere Bilder |